# 1197
Il 1197 (MCXCVII in numeri romani) è un anno  del XII secolo.

## Eventi
- 11 novembre: presso San Genesio viene fondata la Lega toscana di orientamento guelfo, tra la Repubblica di Lucca, la Repubblica Fiorentina, la Repubblica di Siena e il Vescovato di Volterra.

## Nati
- 2 maggio - Guglielmo di Braose († 1230)
- 22 ottobre - Juntoku, imperatore giapponese († 1242)
- Agnese d'Assisi, badessa italiana († 1253)
- Amedeo IV di Savoia, nobile († 1253)
- Niceforo Blemmida, scrittore bizantino († 1272)
- Iolanda di Courtenay, regina († 1233)
- Nicola Paglia, presbitero italiano († 1256)
- Oberto II Pallavicino, condottiero italiano († 1269)
- Raimondo VII di Tolosa, conte († 1249)
- Riccardo di Chichester, vescovo cattolico britannico († 1253)
- Ibn al-Baytar, botanico, farmacologo e medico arabo († 1248)

## Morti
- 31 gennaio - Guglielmo di Longchamp, politico e vescovo cattolico inglese
- 29 marzo - Guglielmo Tempier, vescovo cattolico francese
- 20 aprile - Gerardo de' Taccoli, vescovo cattolico italiano
- 28 aprile - Rhys ap Gruffydd, sovrano (n. 1132)
- 15 giugno - Enrico Bratislao III di Boemia, vescovo cattolico boemo (n. 1137)
- 1º luglio - Gertrude di Baviera e Sassonia, nobile tedesca
- 10 settembre - Enrico II di Champagne, conte (n. 1166)
- 28 settembre - Enrico VI di Svevia, sovrano (n. 1165)
- 14 ottobre - Ermengarda di Narbona, trobairitz francese
- 13 novembre - Omobono Tucenghi, mercante e santo italiano
- 'Imad al-Din Zenji II, emiro
- Giovanni Bassiano, giurista italiano
- Pietro Cantore, teologo francese
- Giordano Lupino, nobile italiano
- Abu Madyan Shu'ayb, spagnolo (n. 1126)
- Margarito di Brindisi, pirata e ammiraglio bizantino
- Margherita di Francia, principessa francese (n. 1158)
- Migliore di Pisa, cardinale italiano
- Riccardo I Orsini, nobile italiano (n. 1165)
- Pietro IV di Bulgaria, sovrano bulgaro
- Uta di Schauenburg, nobile tedesca

## Calendario
| Calendario 1197 | Calendario 1197 | Calendario 1197 | Calendario 1197 | Calendario 1197 | Calendario 1197 | Calendario 1197 | Calendario 1197 | Calendario 1197 | Calendario 1197 | Calendario 1197 | Calendario 1197 | Calendario 1197 | Calendario 1197 | Calendario 1197 | Calendario 1197 | Calendario 1197 | Calendario 1197 | Calendario 1197 | Calendario 1197 | Calendario 1197 | Calendario 1197 | Calendario 1197 | Calendario 1197 | Calendario 1197 | Calendario 1197 | Calendario 1197 | Calendario 1197 | Calendario 1197 | Calendario 1197 | Calendario 1197 | Calendario 1197 | Calendario 1197 |
| --------------- | --------------- | --------------- | --------------- | --------------- | --------------- | --------------- | --------------- | --------------- | --------------- | --------------- | --------------- | --------------- | --------------- | --------------- | --------------- | --------------- | --------------- | --------------- | --------------- | --------------- | --------------- | --------------- | --------------- | --------------- | --------------- | --------------- | --------------- | --------------- | --------------- | --------------- | --------------- | --------------- |
|                 | 1               | 2               | 3               | 4               | 5               | 6               | 7               | 8               | 9               | 10              | 11              | 12              | 13              | 14              | 15              | 16              | 17              | 18              | 19              | 20              | 21              | 22              | 23              | 24              | 25              | 26              | 27              | 28              | 29              | 30              | 31              |                 |
| Gennaio         | Me              | Gi              | Ve              | Sa              | Do              | Lu              | Ma              | Me              | Gi              | Ve              | Sa              | Do              | Lu              | Ma              | Me              | Gi              | Ve              | Sa              | Do              | Lu              | Ma              | Me              | Gi              | Ve              | Sa              | Do              | Lu              | Ma              | Me              | Gi              | Ve              |                 |
| Febbraio        | Sa              | Do              | Lu              | Ma              | Me              | Gi              | Ve              | Sa              | Do              | Lu              | Ma              | Me              | Gi              | Ve              | Sa              | Do              | Lu              | Ma              | Me              | Gi              | Ve              | Sa              | Do              | Lu              | Ma              | Me              | Gi              | Ve              |                 |                 |                 |                 |
| Marzo           | Sa              | Do              | Lu              | Ma              | Me              | Gi              | Ve              | Sa              | Do              | Lu              | Ma              | Me              | Gi              | Ve              | Sa              | Do              | Lu              | Ma              | Me              | Gi              | Ve              | Sa              | Do              | Lu              | Ma              | Me              | Gi              | Ve              | Sa              | Do              | Lu              |                 |
| Aprile          | Ma              | Me              | Gi              | Ve              | Sa              | Do              | Lu              | Ma              | Me              | Gi              | Ve              | Sa              | Do              | Lu              | Ma              | Me              | Gi              | Ve              | Sa              | Do              | Lu              | Ma              | Me              | Gi              | Ve              | Sa              | Do              | Lu              | Ma              | Me              |                 |                 |
| Maggio          | Gi              | Ve              | Sa              | Do              | Lu              | Ma              | Me              | Gi              | Ve              | Sa              | Do              | Lu              | Ma              | Me              | Gi              | Ve              | Sa              | Do              | Lu              | Ma              | Me              | Gi              | Ve              | Sa              | Do              | Lu              | Ma              | Me              | Gi              | Ve              | Sa              |                 |
| Giugno          | Do              | Lu              | Ma              | Me              | Gi              | Ve              | Sa              | Do              | Lu              | Ma              | Me              | Gi              | Ve              | Sa              | Do              | Lu              | Ma              | Me              | Gi              | Ve              | Sa              | Do              | Lu              | Ma              | Me              | Gi              | Ve              | Sa              | Do              | Lu              |                 |                 |
| Luglio          | Ma              | Me              | Gi              | Ve              | Sa              | Do              | Lu              | Ma              | Me              | Gi              | Ve              | Sa              | Do              | Lu              | Ma              | Me              | Gi              | Ve              | Sa              | Do              | Lu              | Ma              | Me              | Gi              | Ve              | Sa              | Do              | Lu              | Ma              | Me              | Gi              |                 |
| Agosto          | Ve              | Sa              | Do              | Lu              | Ma              | Me              | Gi              | Ve              | Sa              | Do              | Lu              | Ma              | Me              | Gi              | Ve              | Sa              | Do              | Lu              | Ma              | Me              | Gi              | Ve              | Sa              | Do              | Lu              | Ma              | Me              | Gi              | Ve              | Sa              | Do              |                 |
| Settembre       | Lu              | Ma              | Me              | Gi              | Ve              | Sa              | Do              | Lu              | Ma              | Me              | Gi              | Ve              | Sa              | Do              | Lu              | Ma              | Me              | Gi              | Ve              | Sa              | Do              | Lu              | Ma              | Me              | Gi              | Ve              | Sa              | Do              | Lu              | Ma              |                 |                 |
| Ottobre         | Me              | Gi              | Ve              | Sa              | Do              | Lu              | Ma              | Me              | Gi              | Ve              | Sa              | Do              | Lu              | Ma              | Me              | Gi              | Ve              | Sa              | Do              | Lu              | Ma              | Me              | Gi              | Ve              | Sa              | Do              | Lu              | Ma              | Me              | Gi              | Ve              |                 |
| Novembre        | Sa              | Do              | Lu              | Ma              | Me              | Gi              | Ve              | Sa              | Do              | Lu              | Ma              | Me              | Gi              | Ve              | Sa              | Do              | Lu              | Ma              | Me              | Gi              | Ve              | Sa              | Do              | Lu              | Ma              | Me              | Gi              | Ve              | Sa              | Do              |                 |                 |
| Dicembre        | Lu              | Ma              | Me              | Gi              | Ve              | Sa              | Do              | Lu              | Ma              | Me              | Gi              | Ve              | Sa              | Do              | Lu              | Ma              | Me              | Gi              | Ve              | Sa              | Do              | Lu              | Ma              | Me              | Gi              | Ve              | Sa              | Do              | Lu              | Ma              | Me              |                 |